# Греков, Михаил
Михаил Георгиев Греков (Михаил Генчо Кыргов, болг. Михаил Генчо Къргов; 23 мая 1847, Дермендере, Российская Империя — 22 марта 1922, Пловдив, Болгария) — болгарский борец за независимость, публицист и национальный герой.

## Биография
Родился в 1847 году в Бессарабской губернии, в болгарской колонии Дермендере. Отец — воевода Генчо Кыньов Кыргов, болгарский вельможа, один из предводителей повстанческой борьбы против Османской Империи, эмигрировавший в Россию после Русско-турецкой войны 1828—1829 годов.
В 1864 году Михаил получил стипендию от выдающегося болгарского просветителя и педагога Фёдора Минкова для обучения в Николаеве. Позднее в 1867 году был зачислен в Южнославянский пансион.

## Участие в борьбе за независимость Болгарии
В 1867 году активно включился национально-освободительное движение Болгарии за борьбу против османской оккупации. Уезжает в Валахию и вступает в отряд Н. Воеводова и Цветана Павловича. В 1868 году, после разгрома отряда, возвращается в Россию и заканчивает обучение в Николаеве.
Ведёт активную переписку со многими болгарскими революционерами, в том числе с Христо Ботевым. Принимает участие в формировании Первого и Второго болгарских легионов, становится одним из сподвижников Васила Левского. Получает офицерский чин во Втором болгарском легионе под именем Стояна Чакырова. По совету Васила Левского, которому нужны были военные специалисты, вместе с несколькими болгарскими революционерами поступает в Сербскую военную академию, но не оканчивает её и уезжает в Германию для поступления в военное училище.
В начале 1872 года снова приезжает в Османскую Болгарию и вступает в революционный комитет Болгарии. Возглавляет революционный комитет в Сливене. После казни Васила Левского в 1873 году турецкие власти начинают массовые аресты участников революционных комитетов. М. Греков также был арестован в городе Сливен. Но, как подданный Российской Империи и благодаря ходатайству русского консула, избежал казни и был интернирован в Россию.
В 1874 году становится представителем комитета на Генеральной Ассамблее в Бухаресте. Учреждает революционные комитеты в Твердице, Конаре, Ветрен и Милево. Участвует в подготовке Апрельского восстания.

## Участие в русско-турецкой войне (1877—1878)
С началом русско-турецкой войны занимался формированием болгарских добровольческих подразделений в России.
В конце 1877 года поступает на службу в 14-й армейский корпус (Российская империя), который возглавляет генерал-лейтенант Циммерман, Аполлон Эрнестович. Принимает участие в боях в районе Нижнего Дуная и в регионе Добруджа.

## Послевоенная деятельность
После того как был подписан Сан-Стефанский мир и образовалось Княжество Болгария, занимал различные административные посты в Сливене, Пловдиве (работал помощником русского консула), Софии.
Активно публиковался в Болгарии и России. Написал ряд статей и очерков на тему национально-освободительной борьбы болгарского народа.
Сотрудничал с болгарскими и русскими газетами «День», «Мир», «Балканский Tribune», «Речь», «Сливен» и журналами — «Хроники», «Наука», «Наблюдатель». написал воспоминания под названием «Как мы освободили Болгарию», которые были опубликованы в полном двухтомном издании в 1990 году.
Скончался в Пловдиве в 1922 году.